# Artour Artouzov
Artour Khristianovitch Frautschi (plus connu sous le nom d’Artour Artouzov, en russe Артур Христианович Артузов) né le 18 février 1891 à Oustinovo (gouvernement de Tver) - fusillé le 21 août 1937 à la « Kommunarka » près de Moscou dans le cadre de la Grande Purge, est un membre de la police secrète soviétique qui a été cadre de la Tchéka puis du Guépéou et de l'OGPU. Il a été « officier spécial » de la Tchéka (mai 1919-1922), chef du service de contre-espionnage (1922-1927), chef adjoint de la section « opérations secrètes » (1927-1931), et directeur du département « renseignement extérieur » (août 1931-1935). Il a entre autres à son actif l'arrestation en 1925 des fameux espions Boris Savinkov (lors de l'opération Syndicat-2) et Sidney Reilly (lors de l'opération Trust). Artour Artouzov a été réhabilité en 1956 (à titre posthume).

## Biographie

### Jeunesse, études
Christian Frautschi, le père d'Artour, était un fromager suisse immigré en Russie en 1881 - sa mère, Augusta Dridikil, était d'origine lettone. Artur, l'ainé de 6 enfants, est initié au socialisme par les militants bolcheviks qui ont épousé 2 de ses tantes : Nikolaï Podvoïsky (en) et Mikhaïl Sergueïevitch Kedrov (en), qui deviendra un redouté tchékiste. En 1906, dans la période qui suit l'humiliante défaite contre le Japon, Artour transporte de la littérature séditieuse.
En 1909 Artour termine très honorablement ses études secondaires au gymnasium de Novgorod et s'inscrit à l'université polytechnique de Saint-Pétersbourg nommée d'après Pierre Ier : il veut devenir ingénieur en métallurgie. Ayant brillamment réussi ses examens de sortie, Artour reste à l'université : il travaille dans la recherche au laboratoire de métallurgie appliquée du Pr Vladimir Groem-Grzjimajlo.

### Entrée à la Tchéka

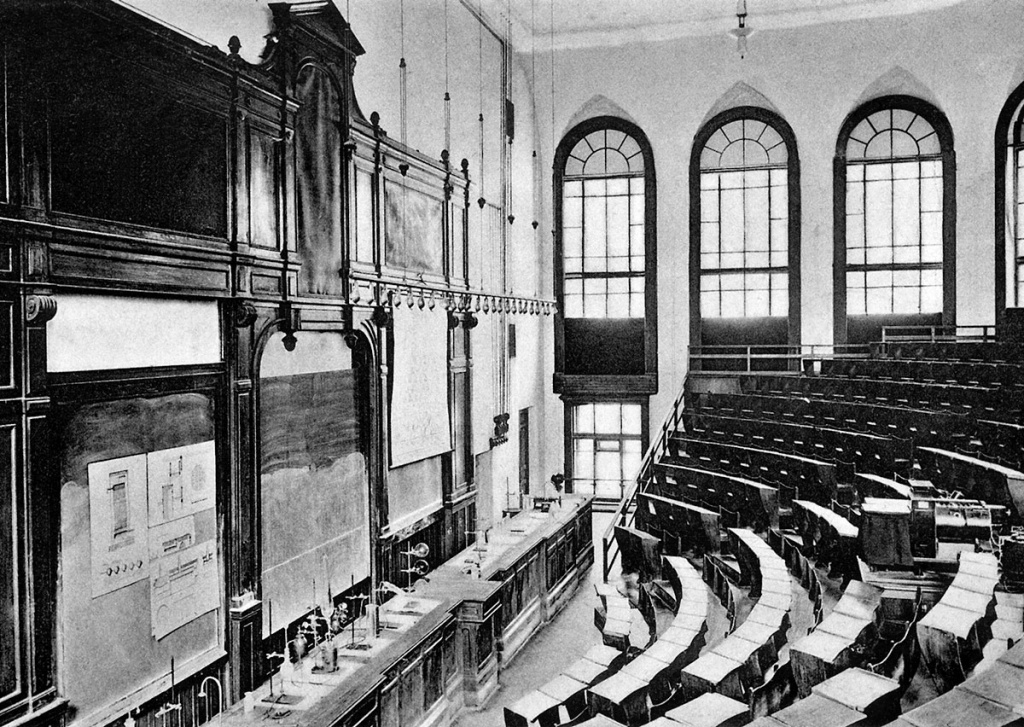
Un des amphithéâtres de l'Institut Polytechnique de Saint-Pétersbourg ; Artour Artouzov y fut avant la 1re Guerre Mondiale un étudiant brillant

En 1917, au retour d'un voyage à Nijni Taguil, ville industrielle de l'Oural, Artour décide d'abandonner ses recherches, il adhère au POSDR (bolchevique) (tendance bolchevique du Parti ouvrier social-démocrate de Russie, qui va devenir le Parti Communiste), s'engage dans la lutte. En 1918 il est membre du Conseil Révolutionnaire Militaire de la République. Il abandonne son patronyme d'origine étrangère et, sous le nom d'Artouzov, entre à la Tchéka.
En 1919, Artouzov est un osobisty (« officier du service spécial »), chargé de détecter et d'éliminer les défaitistes, espions et traîtres au sein des unités de l'Armée Rouge. Par ailleurs, il est chef d’une unité de guérilla rouge opérant sur le front du Nord, il désorganise les arrières de l’Armée Blanche et se signale par son efficacité.
En juillet 1921 le Présidium du Comité Exécutif Central lui décerne l'Ordre du Drapeau rouge

### Espion et manipulateur confirmé
Artouzov, qui parle couramment quatre langues étrangères, est ensuite envoyé en mission à l’étranger, et devient un des agents les plus actifs dans la lutte de la Tchéka contre les émigrés Russes Blancs.
Artouzov est nommé chef du service de contre-espionnage (1922-1927), puis chef adjoint de la section « opérations secrètes » (1927-1931). Il dirige (entre autres actions visant à décapiter les mouvements anti-bolcheviques à l’intérieur comme à l’extérieur des frontières de l’URSS) 2 grandes machinations : l’opération Trust (dirigée contre les milieux Russes blancs), et l’opération Syndicat-2 dirigée contre le mouvement anti-bolchevique « Union du peuple pour la patrie et la liberté ». Les 2 opérations réussissent et aboutissent en 1925 à la capture des maîtres-espions Sidney Reilly (opération Trust) et Boris Savinkov (opération Syndicat-2).
En 1924 son service de contre-espionnage, le KRO, est devenu expert en désinformation, et Artouzov peut alors affirmer que « les informations sur lesquelles travaillent les services secrets des grandes nations
sont fabriquées à 95 % dans notre service KRO de l'OGPU. Et les services secrets polonais, estonien et finlandais sont noyautés par l'OGPU ».

### Chef de l’INO du GPU (1931-1934)
Promu directeur-adjoint de la branche « Intelligence Étrangère » (INO) du GPU en janvier 1930, Artouzov est nommé directeur (le 1er août 1931), en remplacement de Stanislas Adamovitch Messing, et membre du conseil d'administration de l’OGPU.
Sous Artouzov la branche « Intelligence Extérieure » de l’OGPU emploie des centaines d’employés et d’agents, parmi lesquels les fameux « Grands Illégaux » travaillant en enfants-perdus à l’étranger : Fiodor Karine, Arnold Deutsch et Theodore Maly (qui dirigeront les célèbres Cinq de Cambridge), et le plus grand d'entre eux, Dimitri Bystroletov, qu'Artouzov a engagé dès avril 1925 lors de sa venue à Moscou dans le cadre d'un congrès d'étudiants prolétariens.
La principale cible de l’INO-OGPU est l’Allemagne, et le service d’Artouzov s’intéresse en particulier à l’évolution socio-politique, économique et technologique du puissant voisin, et à la montée du nazisme après l’échec des tentatives de révolution socialiste.

### Mutation au GRU
En mai 1934, Artouzov est nommé adjoint du directeur du 4° Bureau (Intelligence Extérieure) du GRU : Ian Berzine n’avait jusque-là pas eu d’adjoint. Artouzov amène avec lui quelques-uns de ses agents : Fiodor Karine, Steinbrück, Boris Elman, etc. Il dirige par ailleurs des agents du GRU : Alexandre Radó, Richard Sorge, Jan Cherniak, Rudolf Gernshtadt, Haji Omar Mansurov .
En mai 1935, Artouzov quitte définitivement l’OGPU et n’est plus affecté qu’au GRU ; fin novembre 1935 il est nommé commissaire divisionnaire.

### Chute
Le 11 janvier 1937 Artouzov est démis de ses fonctions au GRU ; replacé par Abram Aronovitch Sloutsky, il retourne au NKVD avec le grade d’assistant-archiviste. Un de ses protégés, Boris Goudz, a vu Artouzov mis au placard et humilié : seul dans un petit bureau, sur une vieille table maculée, Artouzov s’acquitte de la tâche qu’on lui a confiée : la rédaction de l’histoire des services de renseignements soviétiques. Mais, lui dit Artouzov, « on a bien fait de me confier ce travail, car nul ne connaît cette histoire mieux que moi »
.
Une vague d’arrestations avait décimé les cadres de l’OGPU fin 1936 : Gleb Boki, Jacob Peters, Joseph Unchlikht, Fiodor Eyhmans etc. avaient été arrêtés, ils seront tous liquidés 
Le 13 mai 1937 Artouzov est arrêté. Il est accusé de « sympathies trotskistes, organisation de complot anti-soviétique dans le NKVD et l'Armée rouge, et de préparation d'actes terroristes ». Il est abattu le 21 août 1937 sur le « champ de tir » de la Kommunarka.
Artour Artouzov a été réhabilité à titre posthume par le Collège militaire de la Cour suprême de l'URSS (7 mars 1956).

## Décorations
- Ordre du drapeau rouge (2 fois)
- Médaille d’honneur de la Tchéka-GPU (2 fois : 1923 et 1932)

## Famille
Artouzov a eu trois enfants : 2 filles (Lydia et Nora), et un fils, Kamil Artourovitch Frautschi né en 1923. Bien qu'il ait été enfermé au Goulag comme « fils d'ennemi du peuple », Kamil a pu devenir un violoniste, guitariste et professeur de musique célèbre.